# María Teresa, Đại công tước phu nhân xứ Luxembourg
María Teresa, Đại Công tước phu nhân Luxembourg (nhũ danh María Teresa Mestre y Batista-Falla, sinh ngày 22 tháng 03 năm 1956), là vợ của Henri của Luxembourg.

## Sinh thời
Maria Teresa, Đại Công tước phu nhân Luxembourg, được sinh ra tại Marianao, La Habana, Cuba, là con của José Antonio Mestre y Álvarez (Vedado, La Habana, 1926 -) và vợ (m Vedado, La Habana, 1951). María Teresa Batista y Falla de Mestre (Vedado, La Habana, 1928-1988), trong gia đình của giai cấp tư sản và cũng có nguồn gốc từ người Mỹ bản địa.

## Liên kết
- Le Grand-Duc héritier – Official website of the Grand Ducal Palace